# Estero Topocalma
El estero Topocalma es un curso natural de agua que nace en la cordillera de la Costa, fluye en la comuna de Litueche  de la Región de O'Higgins y desemboca en el océano Pacífico.

## Trayecto
El estero nace en la zona costera entre el sur de la cuenca inferior del río Rapel y la cuenca del estero Nilahue. El estero El Ganso es un tributario de la ribera norte del estero Tocopalma, unos 25 km antes de su desembocadura al mar. El estero Valle Hidango descarga sus aguas también en la ribera norte a unos pocos kilómetros de su desembocadura al mar.: 60 

## Caudal y régimen
El estero Topocalma posee régimen pluvial con crecidas en los meses de pleno invierno. Su caudal medio anual es estimado en 0,27 m³/s.

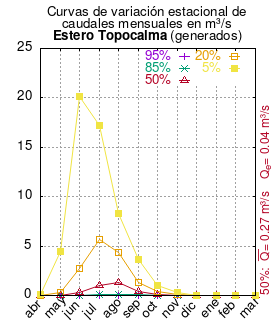
Curvas de variación estacional de los caudales medios generados del estero Topocalma a través de un modelo matemático de síntesis de caudales en cuencas pluviales.

El caudal del río (en un lugar fijo) varía en el tiempo, por lo que existen varias formas de representarlo. Una de ellas son las curvas de variación estacional que, tras largos periodos de mediciones, predicen estadísticamente el caudal mínimo que lleva el río con una probabilidad dada, llamada probabilidad de excedencia. La curva de color rojo ocre (con {\displaystyle {\color {Red}\vartriangle }}) muestra los caudales mensuales con probabilidad de excedencia de un 50%. Esto quiere decir que ese mes se han medido igual cantidad de caudales mayores que caudales menores a esa cantidad. Eso es la mediana (estadística), que se denota Qe, de la serie de caudales de ese mes. La media (estadística) es el promedio matemático de los caudales de ese mes y se denota {\displaystyle {\overline {Q}}}. 
Una vez calculados para cada mes, ambos valores son calculados para todo el año y pueden ser leídos en la columna vertical al lado derecho del diagrama. El significado de la probabilidad de excedencia del 5% es que, estadísticamente, el caudal es mayor solo una vez cada 20 años, el de 10% una vez cada 10 años, el de 20% una vez cada 5 años, el de 85% quince veces cada 16 años y la de 95% diecisiete veces cada 18 años. Dicho de otra forma, el 5% es el caudal de años extremadamente lluviosos, el 95% es el caudal de años extremadamente secos. De la estación de las crecidas puede deducirse si el caudal depende de las lluvias (mayo-julio) o del derretimiento de las nieves (septiembre-enero).

## Historia
Francisco Solano Asta-Buruaga y Cienfuegos escribió en 1899 en su Diccionario Geográfico de la República de Chile sobre el lugar de desembocadura:
Topocalma.-—Caleta del departamento de San Fernando, situada por los 34º 08' Lat. y 72° 00' Lon. á seis ó siete kilómetros al SO. de Tumán. Está ligeramente abrigada por un morro saliente de 125 metros de altitud unido á las medianas sierras vecinas del oriente llamado también punta de Topocalma. Á su lado norte saliente desagua un pequeño riachuelo del mismo nombre, que tiene origen hacia el SE. Los contornos oriéntales de la caleta se abren en un valle fértil de un fundo de su propia denominación. Aquí aportó la lancha que desde Lebu traía al famoso bandido Vicente Benavídes y en donde fué tomado preso el 2 de febrero de 1822 y condenado después fué ahorcado en la plaza pública de Santiago el 23 del mismo mes. También se hace memoria de esta caleta por el naufragio á principios de 1830 de parte de las tropas del general Don Ramón Freiré que sostuvieron el conflicto civil del país terminado en Lircay; véase éste y Tarpellanca.